# Port lotniczy Île Ouen
Port lotniczy Île Ouen (ICAO: NWWO) – port lotniczy zlokalizowany na wyspie Île Ouen (Nowa Kaledonia).